# 오마슈
오마슈는 흙의 왕국 서부에 위치한 도시 국가이다.

## 지배 체제
아바타: 아앙의 전설 기준으로 아앙의 친구인 부미가 통치하고 있으며, 흙의 왕국의 일부이지만 스스로 자치권을 갖고 있다.

## 전설
오래전 두 마을에 사는 남녀가 있었다. 두 남녀는 서로 사랑했지만 서로의 마을이 사이가 나빴기에 몰래 지하의 동굴에서 만났고, 오소리두더지에게 어스벤딩을 배웠다. 두 남녀를 따라오지 못하게 하려고 어스벤딩을 이용해 구조를 변형시켰기 때문에 동굴은 미로처럼 복잡해졌다. 그러던 어느 날 남자가 두 마을 간의 전쟁에서 전사하고 말았다. 여자는 슬펐지만 두 마을 간의 평화를 위해 노력했고, 마침내 두 마을은 하나로 통합되었다. 그리고 그 도시는 여자의 이름인 '오마'와 남자의 이름인 '슈'를 본떠 '오마슈'라고 불리게 되었다.